# Oberamt Hoheneck
Das Oberamt Hoheneck war eines von den 13 Verwaltungsgebieten des Fürstentums Bayreuth mit Sitz auf der Burg Hoheneck.

## Geschichte
Das Oberamt Hoheneck war ursprünglich ein Amt der Burggrafschaft Nürnberg.
Im Dreißigjährigen Krieg setzte sich der Söldner- und Heerführer Peter Ernst II. von Mansfeld für mehrere Tage im Amt Hoheneck fest.
1720 wurde das Oberamt Hoheneck gebildet. Ab 1791/92 wurde das Fürstentum Bayreuth von dem preußischen Staat als Ansbach-Bayreuth verwaltet. Damit ging das Oberamt Hoheneck in dem Neustädter Kreis auf.
Zuletzt erstreckte sich die Landesherrschaft (Hochgericht, Niedergericht außerhalb des Etters, Kirchenhoheit, Steuerhoheit u. a.) auf ein Gebiet, das ungefähr dem nördlichen Teil des Landgerichts Windsheim entsprach. Das Oberamt war in den drei Fraischbezirken Lenkersheim, Markt Bergel und Burgbernheim aufgeteilt.
In der Grundherrschaft einzelner Anwesen gab es Fremdherren sowie das Oberamt Hoheneck auch außerhalb seines Fraischbezirkes grundherrschaftliche Ansprüche hatte.

## Vogtamt Lenkersheim
Das Vogtamt Lenkersheim übte über sämtliche Orte des Kastenamts Ipsheim das Hochgericht aus.

## Kastenamt Ipsheim
Das Kastenamt Ipsheim hatte die Dorf- und Gemeindeherrschaft über folgende Orte inne: Berolzheim, Dietersheim, Dottenheim, Ipsheim (zum Teil), Lenkersheim, Mailheim, Oberndorf, Obernesselbach, Rehhof, Rüdisbronn, Urfersheim, Walddachsbach, Weimersheim, Westheim.
Das Kastenamt Ipsheim hatte in folgenden Orten Grundherrschaften (in Klammern ist die Zahl der Anwesen angegeben):
- Unmittelbar: Altheim (2), Berolzheim (7), Birkach (1), Bühlberg (1), Burghausen (1), Deutenheim (2), Dottenheim (39), Ergersheim (11), Ipsheim (62), Kaubenheim (25), Külsheim (12), Lenkersheim (56), Mailheim (6), Mäusberg (1), Oberndorf (19), Obernesselbach (20), Preuntsfelden (1), Rehhof (2), Rüdisbronn (59), Sontheim (2), Ulsenheim (1), Urfersheim (19), Uttenhofen (1), Walddachsbach (14), Weimersheim (17), Westheim (41).
- Mittelbar: Pfarrei Lenkersheim: Lenkersheim (2).

## Schultheißenamt Markt Bergel
Das Schultheißenamt Markt Bergel übte das Hochgericht über folgende Orte aus: Binzwangen, Birkach, Burghausen, Cadolzhofen, Hornau, Marktbergel, Oberhegenau, Poppenbach, Preuntsfelden, Sontheim, Spielberg, Unterhegenau, Urfersheim und Westheim. Die Dorf- und Gemeindeherrschaft hatte es nur über Marktbergel inne. Es war Grundherr über 113 Anwesen in Marktbergel und 1 Anwesen in Untersulzbach.

## Schultheißenamt Burgbernheim
Das Schultheißenamt Burgbernheim hatte die Dorf- und Gemeindeherrschaft über folgende Orte inne:
Burgbernheim, Gallmersgarten, Schwebheim (z. T.).
Das Schultheißenamt Burgbernheim hatte in folgenden Orten Grundherrschaften (in Klammern ist die Zahl der Anwesen angegeben):
- Unmittelbar: Burgbernheim (197), Ergersheim (10), Gallmersgarten (9), Hochbach (5), Ottenhofen (12), Schwebheim (6), Wiebelsheim (2).
- Mittelbar: Pfarrei Burgbernheim: Ermetzhof (1); Pfarrei Marktbergel: Untersulzbach (1); Pfarrei Steinach: Gallmersgarten (2).

## Persönlichkeiten
- Joh. Gottfried Fürst (Amtmann bis 1804)[3]

## Kastenamt Windsheim
Das Kastenamt Windsheim hatte die Dorf- und Gemeindeherrschaft über folgende Orte inne:
Altheim, Ottenhofen, Sontheim (z. T.), Urfersheim.
Das Kastenamt Windsheim hatte in folgenden Orten Grundherrschaften (in Klammern ist die Zahl der Anwesen angegeben):
- Unmittelbar: Buchheim (1), Ergersheim (5), Ickelheim (5), Ingolstadt (1), Ipsheim (1), Kaubenheim (5), Külsheim (5), Mörlbach (5), Oberndorf (5), Ottenhofen (30), Sontheim (4), Ulsenheim (9), Urfersheim (4), Westheim (9), Wiebelsheim (2), Windsheim (2).
- Mittelbar: Pfarrei Ottenhofen: Illesheim (3).

## Vogtamt Altheim
Das Vogtamt Altheim hatte in folgenden Orten Grundherrschaften (in Klammern ist die Zahl der Anwesen angegeben):
- Unmittelbar: Altheim (60), Dottenheim (5), Unternesselbach (3).